# Olena Petrivna Venger
Olena Petrivna Venger (ukrajinsky Олена Петрівна Венгер, * 14. května 1965 Ternopil) je ukrajinská vědkyně v oboru psychiatrie, profesorka, doktorka medicíny a vedoucí Katedry psychiatrie, závislostí a lékařské psychologie na Ternopilské národní zdravotnické univerzitě I. Horbaczewského.

## Životopis
Olena Venger vystudovala v roce 1989 lékařskou fakultu Ternopilské národní zdravotnické univerzity. V roce 2000 absolvovala pětiletou rakousko-ukrajinskou školu v Truskavci ve Lvovské oblasti, kde studovala příčiny a léčbou psychosomatických onemocnění.
Od roku 1992 působí na Ternopilské národní zdravotnické univerzitě, nejprve, v letech 1992–1996, jako odborná asistentka. Od roku 2004 do roku 2017 jako docentka psychiatrie na Katedře neurologie, psychiatrie, závislostí a lékařské psychologie. Od roku 2017 je Olena Venger vedoucí této katedry. Je členkou Světové psychiatrické asociace a Celoukrajinské asociace psychiatrů.

## Vědecká práce
V roce 2003 obhájila disertační práci na téma „Mikro- a makrosociální faktory při vzniku neurotických poruch (disociativní, úzkostně-fobní a obsedantně-kompulzivní)“ v oboru psychiatrie. V roce 2017 obhájila doktorskou disertační práci na téma „Depresivní poruchy u emigrantů a reemigrantů (klinické, psychopatologické a patopsychologické rysy, moderní přístupy k léčbě a rehabilitaci“ v oboru psychiatrie.
Hlavními oblastmi jejího výzkumu je studium patogeneze, diagnostika a léčba neurotických a depresivních poruch, studium markerů primární psychotické epizody, diagnostika a léčba. Je autorkou více než 120 prací, z toho spoluautorkou dvou učebnic, dvou monografií a dvou směrnic. Pod jejím vedením obhájili studenti 12 diplomových prací.